# الیا کاهوه‌جیان
الیا کاهوه‌جیان (ارمنی: Էլիա Քահվեջյան ‏، ۱۹۱۰ – ۱۹۹۹) عکاس ارمنی‌تبار فلسطینی بود. او یکی از برجسته‌ترین نام‌های تاریخ عکاسی در نیمهٔ اول سدهٔ بیستم فلسطین شمرده می‌شود. الیا در سال ۱۹۱۵ از ولایت حلب در میان کودکان آواره ارمنی به فلسطین آورده شد. او یکی از یتیمان نسل‌کشی ارمنی‌ها توسط عثمانی بود که توسط بنیاد امداد خاور نزدیک آمریکا جمع‌آوری شد و به لبنان و سپس به ناصره برده شد. از کودکی می‌خواست عکاس شود و وقتی به اورشلیم رفت، مجذوب مکان‌ها و مناظر تاریخی آن شد و تصمیم گرفت خود را وقف عکاسی کند. کارش را به‌طور جدی در سال ۱۹۲۴ آغاز کرد و آتلیهٔ خود را در سال ۱۹۳۰ برپا ساخت.

## زندگی و پیشه
الیا کاهوه‌جیان متولد ۱۹۱۰ در منطقهٔ اورفا، سنجق اورفا، ولایت حلب، امپراتوری عثمانی، به عنوان یک پسر پنج ساله از نسل‌کشی ارمنی‌ها در سال ۱۹۱۵ جان سالم به در برد. تقریباً تمام اعضای خانواده او (پدر و مادر، خواهر و برادر، عموها، خاله‌ها و پسرعموها) در طی این مدت توسط امپراتوری عثمانی به شکل سیستماتیک به قتل رسیدند. او و یک خواهرش زنده ماندند اما از هم جدا شدند و ۱۸ سال بعد در سوریه ملاقات کردند. مادرش قبل از کشته شدن، او را را با دادن به یک غریبهٔ کُرد، نجات داد. مدتی نگذشت که این مرد الیا را به عنوان برده در ازای چند سکه فروخت. دوران اولیه کودکی خود را شبانه‌روز به عنوان برده کار می‌کرد و برای آهنگری که او را خریده بود، دم می‌زد تا اینکه توسط همسر جدید آهنگر اخراج شد. او به گدایی روی آورد. زمانی که او حدود ۱۰ سال داشت، جزو ۱۰۰۰۰ کودکی بود که مبلغان آمریکایی آنان را به یتیم‌خانه‌های مناطق مختلف خاورمیانه فرستادند. الیا را به یتیم‌خانه‌ای در ناصره فرستادند. او نام خانوادگی خود را نمی‌دانست. به گفته نوه‌اش الی، در یتیم‌خانه از او پرسیدند نام خانوادگیت چیست و او نمی‌دانست، پرسیدند: پدرت در مغازه‌اش چه می‌فروشد؟ گفت «قهوه» پس او را کاهوه‌جیان (قهوه‌چیان) نامیدند.
در یتیم‌خانهٔ ناصره، او با کمک به آموزگاری به نام گارو بوغوسیان که یک عکاس آماتور بود و از الیا برای حمل تجهیزات خود استفاده می‌کرد، با عکاسی آشنا شد. او عکاسی را نزد دو استاد، گریگوریان و تومانیان آموخت. در ۱۶ سالگی به اورشلیم رفت و در اقامتگاه یتیمان زیست. در آنجا در فروشگاه عکس برادران حنانیا در شهر جدید اورشلیم شروع به کار کرد. الیا کاهوه‌جیان حدود چهار سال بعد، وقتی برادران حنانیا قصد بستن مغازه را داشتند، پول قرض کرد و مغازه را خرید. او آتلیه خود را رسماً در سال ۱۹۳۰ برپا کرد. دو روز قبل از شروع جنگ ۱۹۴۸، یک افسر انگلیسی نزد وی آمد و به او در مورد خشونت قریب‌الوقوع در پی درگیری‌ها هشدار داد. او توانست تمام نگاتیوهایش را سالم جمع کند و به جای امنی در محلهٔ ارمنی منتقل کند. این تصاویر در سال ۱۹۸۷ یافت شدند و نشان‌دهندهٔ اسناد تاریخی دربارهٔ زندگی در خاورمیانه هستند که پسرش گئورگ خود منتخبی از این تصاویر را منتشر کرد.
آنچه که کاهوه‌جیان را بیشتر از همه متمایز می‌کند، این است که او در دوران کودکی تجربه‌ای مشابه با فلسطینیان داشته است و عکس‌های بسیاری از مردم فلسطین، معماری و ساختمان‌های آن گرفت. این رویکرد تأثیر زیادی در گسترش کار او داشت تا جایی که او سه آتلیه عکاسی را در یک خیابان، خیابان حیفا در اورشلیم افتتاح کرد. آتلیهٔ الیا کاهوه‌جیان هنوز برپاست و توسط فرزندان و نوه‌های او اداره می‌شود.
در سال ۱۹۸۹، عروس کاهوه‌جیان در اتاق زیر شیروانی خانه در محلهٔ ارمنی اورشلیم هزاران نیترات نقرهٔ قدیمی و نگاتیوهای شیشه‌ای اورشلیم، سرپرستی فلسطین و امارت اردن را پیدا کرد. پسرش در سال ۱۹۹۸ مجموعه‌ای از آن عکس‌ها را به نام «اورشلیم از راه چشمان پدرم» (به انگلیسی: Jerusalem Through My Father's Eyes) منتشر کرد.

## درگذشت
الیا کاهوه‌جیان تا آوریل ۱۹۹۹ زندگی کرد و در سن ۸۹ سالگی به‌طور طبیعی درگذشت.

## یادداشت
1. ↑  coffee